# Brown Grey (rivière)
La rivière Brown Grey  (anglais : Brown Grey River) est un cours d’eau de la région de la West Coast dans l’Île du Sud de la Nouvelle-Zélande et un affluent du fleuve Grey.

## Géographie
C’est un affluent de la partie supérieure du fleuve Grey, qui s’écoule sur les pentes du «Mount Kemp», près de Springs Junction, et coulant vers le sud-est sur 10 km avant d’atteindre le fleuve Grey.